# Ядерная энергия
Я́дерная эне́ргия (а́томная эне́ргия) — энергия, содержащаяся в атомных ядрах и выделяемая при ядерных реакциях и радиоактивном распаде.
В природе ядерная энергия выделяется в звёздах, а человеком применяется, в основном, в ядерном оружии и ядерной энергетике, в частности, на атомных электростанциях.

## Физические основы
Открытие нейтрона в 1932 году (Джеймс Чедвик) можно считать началом современной ядерной физики.
Боровская модель атома представляет собой положительно заряженное ядро, где сконцентрирована почти вся масса атома (оно состоит из нейтронов и протонов), в окружении нескольких оболочек из очень лёгких отрицательно заряженных частиц (электронов). Размер атома оказывается порядка ангстрема (10−10  м), в то время как размеры ядра составляют от одного до нескольких ферми (10−15  м), то есть ядро меньше атома в 100 000 раз.
Электрически нейтральные атомы содержат одинаковое число электронов и протонов. Химический элемент однозначно определяется числом протонов в ядре, это число называется атомным номером (Z). Число нейтронов (N) в ядрах атомов данного элемента может варьироваться. Для малых Z это число у бета-стабильных ядер близко к числу протонов (N ≈ Z), но с увеличением Z, чтобы ядро оставалось стабильным, число нейтронов должно расти быстрее, чем Z. Атомы, которые отличаются только числом нейтронов в ядре, называются изотопами одного и того же элемента. Общее число нуклонов (то есть протонов и нейтронов) в ядре называется массовым числом A = Z + N.
Для названия изотопа обычно используется буквенное обозначение химического элемента с верхним индексом — атомной массой и (иногда) нижним индексом — атомным номером; например, изотоп уран-238 может быть записан в виде {\displaystyle {}_{92}^{238}\mathrm {U} .}
Нуклоны, из которых состоят ядра, обладают относительно малой массой (около 1 а.е.м.), электрический заряд протона положителен, а нейтрон не заряжен. Поэтому, если учитывать только существование электромагнитных и гравитационных сил, ядро будет нестабильно (одноимённо заряженные частицы будут отталкиваться, разрушая ядро, а массы нуклонов недостаточно велики, чтобы гравитация могла противодействовать кулоновскому отталкиванию), что делало бы невозможным существование материи. Из очевидного факта существования материи вытекает, что в модель необходимо добавить третью силу, которую назвали сильным взаимодействием (строго говоря, между нуклонами в ядре действует главным образом не само сильное взаимодействие как таковое, а остаточные ядерные силы, обусловленные сильным взаимодействием). Эта сила должна, в частности, быть очень интенсивной, притягивающей на очень коротких расстояниях (на расстояниях порядка размеров ядра) и отталкивающей на ещё более коротких расстояниях (порядка размеров нуклона), центральной в определённом диапазоне расстояний, зависящей от спина и не зависящей от типа нуклона (нейтроны или протоны). В 1935 году Хидеки Юкава создал первую модель этой новой силы, постулировав существование новой частицы, пиона. Легчайший из мезонов он отвечает за бо́льшую часть потенциала между нуклонами на расстоянии порядка 1 фм. Потенциал Юкавы, который адекватно описывает взаимодействие двух частиц со спинами {\displaystyle s_{1}} и {\displaystyle s_{2}}, можно записать в виде:
{\displaystyle V(r)={\frac {g_{\pi }^{2}(m_{\pi }c^{2})^{3}}{3(Mc^{2})^{2}{\hbar }^{2}}}\left[s_{1}s_{2}+S_{12}1+{\frac {3R}{r}}+{\frac {3R^{2}}{r^{2}}}\right]{\frac {e^{-{\frac {r}{R}}}}{\frac {r}{R}}}.}
Другие эксперименты, проводившиеся на ядрах, показали, что их форма должна быть приблизительно сферической с радиусом {\displaystyle R=1,5\cdot A^{1/3}} фм, где A — атомная масса, то есть количество нуклонов. Отсюда вытекает, что плотность ядер (и количество нуклонов на единицу объёма) постоянна. В самом деле, {\displaystyle V\sim R^{3}\sim A,} то есть объём пропорционален А. Так как плотность рассчитывается путём деления массы на объём, {\displaystyle \rho ={\frac {A}{V}}={\rm {{const}.}}} Это привело к описанию ядерной материи как несжимаемой жидкости и к появлению капельной модели ядра как фундаментальной модели, необходимой для описания деления ядер.

### Энергия связи
Хотя ядро состоит из нуклонов, однако масса ядра — это не просто сумма масс нуклонов. Энергия, которая удерживает вместе эти нуклоны, наблюдается как разница в массе ядра и массах составляющих его отдельных нуклонов, с точностью до коэффициента c2, связывающего массу и энергию уравнением {\displaystyle E=m\cdot c^{2}.} Таким образом, определив массу атома и массу его компонент, можно определить среднюю энергию на нуклон, удерживающую вместе различные ядра.
Из графика можно видеть, что очень лёгкие ядра имеют меньшую энергию связи на нуклон, чем ядра, которые немного тяжелее (в левой части графика). Это является причиной того, что в термоядерных реакциях (то есть при слиянии лёгких ядер) выделяется энергия. И наоборот, очень тяжёлые ядра в правой части графика имеют более низкую энергию связи на нуклон, чем ядра средней массы. В связи с этим деление тяжёлых ядер также энергетически выгодно (то есть происходит с выделением ядерной энергии). Следует отметить также, что при слиянии (в левой части) разница масс гораздо больше, чем при делении (в правой части).
Энергия, которая требуется, чтобы разделить полностью ядро на отдельные нуклоны, называется энергией связи Eс ядра. Удельная энергия связи (то есть энергия связи, приходящаяся на один нуклон, ε = Eс/A, где A — число нуклонов в ядре, или массовое число), неодинакова для разных химических элементов и даже для изотопов одного и того же химического элемента. Удельная энергия связи нуклона в ядре меняется в среднем в пределах от 1 МэВ у лёгких ядер (дейтерий) до 8,6 МэВ у ядер средней массы (с массовым числом А ≈ 100). У тяжёлых ядер (А ≈ 200) удельная энергия связи нуклона меньше, чем у ядер средней массы, приблизительно на 1 МэВ, так что их превращение в ядра среднего веса (деление на 2 части) сопровождается выделением энергии в количестве около 1 МэВ на нуклон, или около 200 МэВ на ядро. Превращение лёгких ядер в более тяжёлые ядра даёт ещё больший энергетический выигрыш в расчёте на нуклон. Так, например, реакция соединения ядер дейтерия и трития
{\displaystyle \mathrm {{_{1}}D^{2}+{_{1}}T^{3}\rightarrow {_{2}}He^{4}+{_{0}}n^{1}} }
сопровождается выделением энергии 17,6 МэВ, то есть 3,5 МэВ на нуклон.

### Деление ядер
Э. Ферми после открытия нейтрона провёл серию экспериментов, в которых различные ядра бомбардировались этими новыми частицами. В этих экспериментах обнаружено, что нейтроны низкой энергии часто поглощаются ядром с испусканием фотона (так называемый радиоактивный захват нейтрона).
Чтобы исследовать эту реакцию, эксперимент систематически повторялся для всех элементов периодической таблицы. В результате были обнаружены новые радиоактивные изотопы элементов, служивших мишенями. Однако при облучении урана был обнаружен ряд других, лёгких элементов. Лиза Мейтнер, Отто Ган и Фриц Штрассман смогли это объяснить, предположив, что ядро урана при захвате нейтрона разделится на две примерно равные массы. Действительно, в продуктах реакции был обнаружен барий с атомной массой около половины массы урана. Позже было обнаружено, что это деление происходило не во всех изотопах урана, но только в 235U. А ещё позже стало известно, что это деление может привести к множеству различных элементов, распределение которых по массе напоминает двойной горб верблюда.
При делении урана тепловым нейтроном возникает не только два более лёгких ядра (осколка деления), но также излучаются 2 или 3 (в среднем 2,5 для 235U) нейтрона, имеющие высокую кинетическую энергию. Для урана, как тяжёлого ядра, не выполняется соотношение N ≈ Z (равное число протонов и нейтронов), которое имеет место для более лёгких элементов, так что продукты деления нейтронно-избыточны. В результате эти продукты деления оказываются бета-радиоактивными: избыточные нейтроны ядра постепенно превращаются в протоны (с испусканием бета-частиц), а само ядро, сохраняя массовое число, движется по изобарической цепочке к ближайшему на ней бета-стабильному ядру. Деление 235U может произойти в более чем 40 вариантах, что порождает более 80 различных продуктов деления, которые, в свою очередь, распадаясь, формируют цепочки распада, так что в конечном счёте продукты деления урана включают около 200 нуклидов (непосредственно или как дочерние нуклиды).
Энергия, выделяющаяся при делении каждого ядра 235U, составляет в среднем около 200 МэВ. Минералы, используемые для добычи урана, содержат, как правило, около 1 г на кг урановой руды (настуран, например). Поскольку изотопное содержание 235U в природном уране всего 0,7 %, получаем, что на каждый килограмм добытой руды будет приходиться 1,8·1019 атомов 235U. Если все эти атомы 235U из 1 грамма урана поделятся, то выделится 3,6·1027 эВ = 5,8·108 Дж энергии. Для сравнения, при сжигании 1 кг угля наилучшего качества (антрацит) выделяется энергия около 3,3·107 Дж энергии, то есть для получения ядерной энергии, содержащейся в 1 кг природного урана, необходимо сжечь более 10 тонн антрацита.
Появление 2,5 нейтрона на акт деления позволяет осуществить цепную реакцию, если из этих 2,5 нейтрона как минимум один сможет произвести новое деление ядра урана. Обычно испускаемые нейтроны не делят ядра урана сразу же, но сначала должны быть замедлены до тепловых скоростей (2200 м/с при T=300 K). Замедление достигается наиболее эффективно с помощью окружающих атомов другого элемента с малым A, например водорода, углерода и т. п. материала, называемого замедлителем.
Некоторые другие ядра также могут делиться при захвате медленных нейтронов, например 233U или 239Pu. Однако возможно также деление быстрыми нейтронами (высокой энергии) таких ядер как 238U (его в 140 раз больше, чем 235U) или 232Th (его в земной коре в 400 раз больше, чем 235U).
Элементарная теория деления была создана Нильсом Бором и Дж. Уилером с использованием капельной модели ядра.
Деление ядер также может быть достигнуто с помощью быстрых альфа-частиц, протонов или дейтронов. Однако эти частицы, в отличие от нейтронов, должны иметь большую энергию для преодоления кулоновского барьера ядра.

## Выброс ядерной энергии
Известны экзотермические ядерные реакции, высвобождающие ядерную энергию.
Обычно для получения ядерной энергии используют цепную ядерную реакцию деления ядер урана-235 или плутония, реже других тяжёлых ядер (уран-238, торий-232). Ядра делятся при попадании в них нейтрона, при этом получаются новые нейтроны и осколки деления. Нейтроны деления и осколки деления обладают большой кинетической энергией. В результате столкновений осколков с другими атомами эта кинетическая энергия быстро преобразуется в тепло.
Другим способом высвобождения ядерной энергии является термоядерный синтез. При этом два ядра лёгких элементов соединяются в одно тяжёлое. В природе такие процессы происходят на Солнце и в других звёздах, являясь основным источником их энергии.
Многие атомные ядра являются неустойчивыми. С течением времени часть таких ядер самопроизвольно превращается в другие ядра, высвобождая энергию. Такое явление называют радиоактивным распадом.

## Применение ядерной энергии

### Вынужденное деление ядер
В настоящее время из всех источников ядерной энергии наибольшее практическое применение имеет энергия, выделяющаяся при делении тяжёлых ядер. В условиях дефицита энергетических ресурсов ядерная энергетика на реакторах деления считается наиболее перспективной в ближайшие десятилетия. На атомных электрических станциях ядерная энергия используется для получения тепла, используемого для выработки электроэнергии и отопления. Ядерные силовые установки решили проблему судов с неограниченным районом плавания (атомные ледоколы, атомные подводные лодки, атомные авианосцы).
Энергия деления ядер урана или плутония применяется в ядерном и термоядерном оружии (как пускатель термоядерной реакции и как источник дополнительной энергии при делении ядер нейтронами, возникающими в термоядерных реакциях).
Существовали экспериментальные ракетные двигатели, но испытывались они исключительно на Земле и в контролируемых условиях, по причине опасности радиоактивного загрязнения в случае аварии.
Атомные электростанции в 2012 году производили 13 % мировой электроэнергии и 5,7 % общего мирового производства энергии. Согласно отчёту Международного агентства по атомной энергии (МАГАТЭ), на 2013 год насчитывается 436 действующих ядерных энергетических (то есть производящих утилизируемую электрическую и/или тепловую энергию) реакторов в 31 стране мира. Кроме того, на разных стадиях сооружения находится ещё 73 энергетических ядерных реакторов в 15 странах. В настоящее время в мире имеется также около 140 действующих надводных кораблей и подводных лодок, использующих в общей сложности около 180 реакторов. Несколько ядерных реакторов были использованы в советских и американских космических аппаратах, часть из них всё ещё находится на орбите. Кроме того, в ряде приложений используется ядерная энергия, генерируемая в нереакторных источниках (например, в термоизотопных генераторах). При этом не прекращаются дебаты об использовании ядерной энергии. Противники ядерной энергетики (в частности, такие организации, как «Гринпис») считают, что использование ядерной энергии угрожает человечеству и окружающей среде. Защитники ядерной энергетики (МАГАТЭ, Всемирная ядерная ассоциация и т. д.), в свою очередь, утверждают, что этот тип энергетики позволяет снизить выбросы парниковых газов в атмосферу и при нормальной эксплуатации несёт значительно меньше рисков для окружающей среды, чем другие типы энергогенерации.

### Термоядерный синтез
Энергия термоядерного синтеза применяется в водородной бомбе. Проблема управляемого термоядерного синтеза пока не решена, однако в случае решения этой проблемы он станет практически неограниченным источником дешёвой энергии.

### Самопроизвольный радиоактивный распад
Многие нуклиды могут самопроизвольно распадаться с течением времени. Энергия, выделяемая при радиоактивном распаде, используется в долгоживущих источниках тепла и бета-гальванических элементах.
Автоматические межпланетные станции типа «Пионер» и «Вояджер», а также марсоходы и другие межпланетные миссии используют радиоизотопные термоэлектрические генераторы. Изотопный источник тепла использовали советские лунные миссии «Луноход-1» и «Луноход-2», проходившие с 17 ноября 1970 года по 14 сентября 1971 года, вторая миссия Лунохода состоялась в январе 1973 года.

### Международные соглашения
- Декларация о предотвращении ядерной катастрофы (1981)
- Сферы и направления использования ядерной энергии
- Конвенция об оперативном оповещении о ядерной аварии (Вена, 1986)
- Конвенция о ядерной безопасности (Вена, 1994)
- Конвенция о физической защите ядерного материала (Вена, 1979)
- Венская конвенция о гражданской ответственности за ядерный ущерб
- Объединённая конвенция о безопасности обращения с отработавшим топливом и безопасности обращения с радиоактивными отходами